# Erdinç Dinçer

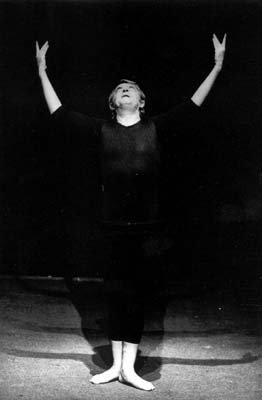
Erdinç Dinçer

Erdinç Dinçer (* 25. August 1935 in Izmir, Türkei; † 20. August 2013 in Kuşadası) war ein türkischer Pantomimenkünstler und Schriftsteller. Er gilt als Wegbereiter der türkischen Pantomimenkunst.

## Lebenslauf

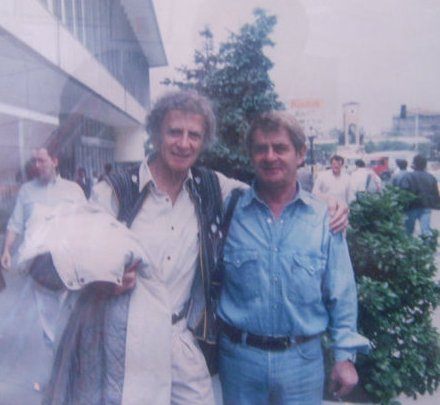
Erdinç Dinçer mit der Legende Marcel Marceau

Im Jahre 1951 begann er am staatlichen Konservatorium in Ankara Orchesterleitung und Komposition zu studieren. Nach einem Jahr wechselte er den Studiengang und wählte das Fach Blasinstrument. Als der französische Pantomimekünstler Theo Lesoualche im Jahre 1956 in die Türkei kam, nahm Dinçer bei ihm Unterricht. Danach verließ er das Konservatorium ohne Abschluss und ging nach İzmir, um dort im staatlichen Symphonieorchester als Erste Oboe zu arbeiten. Währenddessen studierte er am Konservatorium in İzmir Theater.
Von 1961 bis 1965 studierte er in Paris in der Pantomimenschule von Jacques Lecoq. In dieser Zeit arbeitete er mit den Pantomimenkünstlern Marcel Marceau und Etienne Decroux der Tänzerin Laura Shelee. In dem Film Pantomime Im Osten und Westen, der für die UNESCO gedreht wurde, verkörperte er die türkische Figur Nasreddin Hoca. Ein Jahr lang arbeitete Erdinç Dinçer mit George Wilson zusammen.
1965 kehrte er in die Türkei zurück. Von da an tanzte er einige Zeit als Balletttänzer an der Staatlichen Oper und am Ballett-Theater in İzmir. Außerdem lehrte er Pantomime an der Hacettepe-Universität. Er schrieb, inszenierte und spielte viele Stücke in der Türkei, sowie in Deutschland, Frankreich, Belgien, Holland, Jugoslawien, Polen, der Tschechoslowakei, Schweden und Italien. 1993 leitete Dinçer das Internationale Schwarzmeer-Pantomimentheater, dessen Ensemble aus Künstlern aus Albanien, Aserbaidschan, Georgien, Moldawien und Rumänien bestand.
Erdinç Dinçer gewann 1975 die Goldmedaille beim Internationalen Monodram- und Pantomimen-Festival in Belgrad. 1978 bekam er in Italien beim Esperia-Wettbewerb für sein Stück Sessizliğin Sesi – Die Stimme der Stille den ersten Preis in der Kategorie Bestes Stück. 1999 bekam Dinçer beim Internationalen Pantomimen-Festival One Man Show in Moldawien den ersten Preis der Kategorie Pantomime.
Erdinç Dinçer, der die englische, französische und italienische Sprache beherrschte und in Kuşadası lebte, schrieb über 250 Stücke, die zwischen drei und fünfundvierzig Minuten dauern.

## Theaterstücke
- Sözsüz Oyunlar – Spiele ohne Wörter
- Sessizliğin Dili – Die Sprache der Stille
- Söz Gümüşse – Wenn das Wort Silber ist
- Açıl Susam Açıl – Sesam, öffne dich
- Bir Avuç Şehnaz (Pantomim) – Ein Handvoll Schehnaz (Pantomime)
- Konuşan Vücutlar -Die sprechende Körper
- İşte İnsan – Da ist der Mensch
- Sessizliğin Sesi – Die Stimme der Stille
- Sihirbaz ve Oyuncular (Kabare) – Der Zauberer und die Spieler (Kabarett)
- Sessiz Dünya – Die stumme Welt
- Kabare Kabare (Kabare) – Kabarett Kabarett (Kabaret)
- Sıradışı Öyküler – Die Außergewöhnliche Geschichten
- Geldim, Gördüm, Güldüm (Kabare) – Ich kam, sah und lachte (Kabarett)
- Bir Şehnaz Gösteri (One Man Show) – Eine Schehnaz Show (One Man Show)
- Kabare Mabare (Kabare) – Kabarett Mabarett (Kabarett)

## Bücher
- Bir Buselik Hüzündür Sensiz Yaşamak – Ohne dich zu leben ist Wehmut, die solange dauert, wie ein Busserl, (Gedichte) 1997